# بولزانو بلونسه
بولزانو بلونسه (به ایتالیایی: Bolzano) یک منطقهٔ مسکونی در ایتالیا است که در بلونو واقع شده‌است. بولزانو بلونسه ۷۰۰ نفر جمعیت دارد و ۵۳۲ متر بالاتر از سطح دریا واقع شده‌است.